# Yo-Yo Boing!
Yo-Yo Boing! est un roman en spanglish de la poétesse et romancière portoricaine Giannina Braschi. 

## Le livre
Publié en 1998 comme le premier roman en spanglish, Yo-Yo Boing! est un hybride linguistique de l’espagnol littéraire, l’anglais américain et le spanglish. Le livre mélange des éléments de poésie, de fiction, d’essai, de théâtre musical, de manifeste, de traité, de torture à coups de bâton, de mémoires et de pièce de théâtre. Le New York Daily News a appelé ce roman "une affirmation agressive de la vitalité de la culture latino-américaine aux États-Unis”. Le livre représente une dramatisation des tensions entre les cultures anglo-américaine et hispano-américaine à New York.
Yo-Yo Boing! offre beaucoup d’exemples du phénomène linguistique de commutation entre l’anglais et l’espagnol vernaculaire, parlé par des millions de latino-américains et hispano-américains des États-Unis et de Porto Rico. À travers des dialogues et des conversations dramatiques entre des voix anonymes, l’œuvre traite de sujets aussi divers que les préjugés raciaux, ethniques et sexuels, la discrimination, le colonialisme, l’indépendance de Porto Rico, la révolution, la violence domestique et le blocage de l’écrivain. Dans ce livre, les intellectuels et les artistes débattent des problèmes des lois de l’anglais comme langue unique, des campagnes de nettoyage ethnique et de la censure corporative,.
Le dialogue contient également des références à la culture populaire, aux livres, aux films, au sexe, à la poésie, à l’inspiration et à l’expression artistique portoricaine à New York. Artistes et célébrités comme Woody Allen, Almodovar, Michael Jackson, Madonna, Pavarotti, Martin Scorsese, Fellini, Pee-Wee Herman et Nabokov sont célébrés et ridiculisés. Des scènes se croisent dans toute la ville de New York, de la soirée littéraire de l’Upper West Side au tertulia du Nuyorican Poets Cafe du Lower East Side, „du diner booth à la plate-forme de métro, de la file d’attente au cinéma à la file d’attente aux bureaux de chômage et de la salle de bains à la chambre à coucher”.

## Articles liés
Giannina Braschi